# نمازخانه سارگیس مقدس، شاهاپونک
نمازخانه سارگیس مقدس، شاهاپونک (ارمنی: Սուրբ Սարգիս մատուռ (Շահապոնք)؛ انگلیسی: St. Sarkis) یک نمازخانه متعلق به کلیسای حواری ارمنی واقع در شهر [[]]، [[]] جمهوری آذربایجان می‌باشد. ساخت و ساز این ساختمان در سال میلادی؛ به پایان رسید. این بنا به سبک معماری ارمنی طراحی شده‌است.